# 托马斯·迪特哈特
托马斯·迪特哈特（德語：Thomas Diethart，1992年2月25日—），奥地利男子跳台滑雪运动员。他曾代表奥地利参加2014年冬季奥林匹克运动会跳台滑雪比赛，获得一枚银牌。